# Pardosa v-signata
Pardosa v-signata este o specie de păianjeni din genul Pardosa, familia Lycosidae, descrisă de G.G. Soares și Camargo, 1948. Conform Catalogue of Life specia Pardosa v-signata nu are subspecii cunoscute.